# Nívea Stelmann
Nívea Stelmann Leôncio (Paraíba do Sul, 6 de abril de 1974) é uma atriz e ex-modelo brasileira.

## Biografia
Nívea nasceu e foi criada na cidade de Paraíba do Sul, no Interior do Rio de Janeiro. Sua mãe, Janice, era dona de uma loja de roupas, e seu pai, Francisco, empresário. Tem dois irmãos. Aos 12 anos de idade começou a se interessar por ser atriz. Durante sua adolescência tentava convencer os pais a deixá-la ir morar sozinha no Rio de Janeiro. Quando fez dezesseis anos foi aprovada em um concurso de beleza que se inscreveu em sua cidade, conseguindo contrato com uma agência carioca, e para isso teria que se mudar para a Capital Fluminense. Tentando autorização dos pais para viajar, Nívea, então, foi emancipada, e mudou-se para o Rio. Chegando à cidade, foi morar em uma kitnet alugada, trabalhando como modelo fotográfica de dia, e fazia o ensino médio a noite. Aos dezoito anos terminou o colégio, e começou a fazer faculdade de jornalismo com bolsa de estudo, mas desistiu do curso, que estudou até o terceiro período. Ela entrou em um curso pré vestibular para tentar uma faculdade pública, enquanto decidia qual curso fazer. No semestre seguinte, se inscreveu no curso de teatro em O Tablado, e aprovada no vestibular, voltou aos estudos universitários, formando-se em artes cênicas na Universidade Federal do Estado do Rio de Janeiro em 1998.

## Carreira
Em 1990, aos dezesseis anos, começou a carreira como modelo, assinando com a Ford Models e passando a fazer diversas campanhas publicitárias. Como atriz iniciou a carreira em 1993 no seriado Família Brasil, da TV Manchete. Nesse seu primeiro papel, seu par romântico foi o ator Danton Mello. Com o fim de Família Brasil voltou para a faculdade de Artes Cênicas. Logo depois, Nívea fez um teste para participar do quadro "Estrela por um Dia", no Domingão do Faustão, em dezembro de 1995. Ganhou a disputa e, um mês depois, foi convidada para atuar no seriado Malhação, em 1996. Wolf Maya, que era o diretor do programa, convidou Nívea para fazer Luana, uma professora de tênis. Depois que sua participação em Malhação acabou, Nívea, meses depois, foi convidada pelo diretor Paulo Ubiratan para interpretar o papel de Carolaine na novela A Indomada, de Aguinaldo Silva, que a popularizou no país. Depois, Nívea participou das novelas Era Uma Vez..., Suave Veneno, Uga Uga, O Clone, Chocolate com Pimenta e Alma Gêmea, entre outras, todas da Rede Globo. No teatro, Nívea fez a peça Dê uma chance ao amor, ao lado do ator Mário Frias. O texto é de Heloísa Périssé com direção de João Brandão. Em 2007 Nívea participou da novela Sete Pecados.
Em outubro do mesmo ano foi escolhida rainha de bateria da escola de samba Renascer, onde ficou por dois anos. Em 2008 participou de um dos episódios dos seriados Casos e Acasos e Dicas de um Sedutor. Também em 2008, estreou a peça infantil Cyrano, uma adaptação da diretora Karen Acioly, inspirada na obra Cyrano de Bergerac, de Edmond Rostand. Em 2009 participou da novela Cama de Gato e entre 2009 e 2010 esteve no teatro em cartaz com a peça musical Um Lugar Chamado Recanto. Em 2011 Nívea participou da novela Morde & Assopra, da Rede Globo, na qual interpretou Lavínia, uma ex-prostituta que era espancada pelo marido, que não aceitava seu passado, mas sua situação piorou ao acabar por se apaixonar pelo filho de seu marido. Isso lhe rendeu boas críticas da imprensa e do público.
Em 2013 retorna aos palcos do teatro com a peça Batalha de Arroz num Ringue para Dois ao lado do ator Maurício Machado. No mesmo ano, Nívea lança seu primeiro livro, Dedo Podre. Em 2016 retorna à TV, desta vez na RecordTV, onde atua na novela bíblica A Terra Prometida. Em 2017 se mudou para os Estados Unidos, onde, em 2018, apresentou o programa Nívea Stelmann na América, no CBTV, canal brasileiro transmitido em Miami.

## Vida pessoal
Em fevereiro de 2001 começou a namorar o ator Mário Frias, com quem foi viver no final daquele ano. Em 15 de março de 2003 casaram-se oficialmente. Em 11 de setembro de 2004 nasceu o único filho do casal, Miguel. Em novembro de 2005 o casamento chegou ao fim. Entre janeiro e novembro de 2006 namorou o diretor Marcos Paulo. Em dezembro de 2006 começou a namorar o empresário Eduardo Azer – que já havia sido seu namorado de adolescência entre os 15 e 19 anos – casando-se com ele em 12 de julho de 2007, porém se separando um ano depois, em outubro de 2008. Entre dezembro de 2008 e janeiro de 2010 namorou o ator Thierry Figueira. Em março de 2011 começou a namorar o jogador de futebol Elano, com o qual permaneceu por poucos meses e o relacionamento terminou na justiça após a atriz ameaçar divulgar fotos íntimas dele.
Em 2012 começou a namorar o empresário Marcus Rocha, com quem se casou em 17 de julho de 2013. Em agosto daquele ano Nívea confirmou sua segunda gravidez, nascendo em 23 de março de 2014 sua segunda filha, Bruna, na maternidade Perinatal, no Rio de Janeiro. Em 2014 foi madrinha de campanha para estimular o aleitamento materno lançada pelo Ministério da Saúde.
Atualmente mora em Orlando nos Estados Unidos.

## Filmografia

### Televisão
| Ano  | Título                    | Personagem                        | Notas                                                        |
| ---- | ------------------------- | --------------------------------- | ------------------------------------------------------------ |
| 1993 | Família Brasil            | Tatiana Brasil (Tati)             |                                                              |
| 1995 | Cara & Coroa              | Cátia                             | Episódios: "19–20 de setembro"                               |
| 1995 | História de Amor          | Vendedora da loja                 | Episódio: "9 de outubro"                                     |
| 1996 | Malhação de Verão         | Luana Vergueiro                   |                                                              |
| 1996 | Anjo de Mim               | Maralanis                         | Episódios: "10–17 de novembro"                               |
| 1997 | A Indomada                | Carolaine Mackenzie Pitiguary     |                                                              |
| 1997 | Malhação                  | Mônica                            | Episódio: "7 de novembro–29 de dezembro"                     |
| 1998 | Era uma Vez...            | Bárbara Nunes (Babi)              |                                                              |
| 1999 | Suave Veneno              | Eliete Viegas Soares              |                                                              |
| 2000 | Uga Uga                   | Guinevere Anísio (Gui)            |                                                              |
| 2001 | A Grande Família          | Rose                              | Episódio: "Consciência Limpa é Melhor que Dinheiro no Bolso" |
| 2001 | Brava Gente               | Jacira                            | Episódio: "As Aventuras de Chico Norato"                     |
| 2002 | O Clone                   | Ranya Rachid                      |                                                              |
| 2003 | Brava Gente               | Torlande                          | Episódio: "O Dia do Amor"                                    |
| 2003 | Kubanacan                 | Sereia                            | Episódio: "11 de agosto"                                     |
| 2003 | Chocolate com Pimenta     | Graça Costa Andrade               |                                                              |
| 2005 | Alma Gêmea                | Alexandra Montenegro              |                                                              |
| 2006 | A Diarista                | Laudicéia                         | Episódio: "Aquele do Filme Adulto"                           |
| 2007 | Sete Pecados              | Elvira de Souza Florentino (Vivi) |                                                              |
| 2008 | Dicas de um Sedutor       | Janaína                           | Episódio: "Amor e Fantasia"                                  |
| 2008 | Casos e Acasos            | Cíntia                            | Episódio: "O Diagnóstico, o Fetiche e a Bebida"              |
| 2008 | Três Irmãs                | Karen                             | Episódio: "15 de setembro"                                   |
| 2008 | Vídeo Show                | Repórter                          |                                                              |
| 2009 | Cama de Gato              | Kátia Santana Costa               |                                                              |
| 2011 | Morde & Assopra           | Lavínia Silva Guedes              |                                                              |
| 2016 | Os Dez Mandamentos        | Noemi Sevilha                     | Episódios: "2–4 de julho"                                    |
| 2016 | A Terra Prometida         | Noemi Sevilha                     |                                                              |
| 2018 | Nívea Stelmann na América | Apresentadora                     |                                                              |
| 2019 | Verão 90                  | Sandra Coutinho                   | Episódios: "1–8 de fevereiro"                                |
| 2019 | Tô de Graça               | Cleide                            | Episódio: "Trago a Pessoa Amada"                             |

### Cinema
| Ano  | Título               | Personagem | Notas          |
| ---- | -------------------- | ---------- | -------------- |
| 2004 | Mater Dei            | Anne       | Curta-metragem |
| 2006 | A Última Onda        | Ana        |                |
| 2008 | Casamento Brasileiro | Rosa       |                |
| 2014 | Mais Uma História    | Olívia     | Curta-metragem |
| 2021 | Tormento             | Débora     | [ 33 ]         |

## Teatro
| Ano  | Título                                | Personagem                       |
| ---- | ------------------------------------- | -------------------------------- |
| 1995 | Banana Split                          | Sandy                            |
| 2000 | Comunhão de Bens                      | Nicinha                          |
| 2002 | Dê uma Chance ao Amor                 | Teteca                           |
| 2007 | Êxtase                                | Sônia                            |
| 2008 | Cyrano                                | Roxane                           |
| 2009 | Um Lugar Chamado Recanto              | Zizinha                          |
| 2013 | Batalha de Arroz num Ringue para Dois | Ângela                           |
| 2017 | Dedo Podre                            | Jasmine / Glória / Bárbara / Ana |

## Prêmios e indicações
| Ano  | Premiação             | Categoria              | Nomeação     | Resultado |
| ---- | --------------------- | ---------------------- | ------------ | --------- |
| 1998 | Prêmio Contigo! de TV | Melhor atriz revelação | A Indomada   | Venceu    |
| 1999 | Prêmio Magnífico      | Destaque no ano        | Suave Veneno | Venceu    |